# Garbha-griha

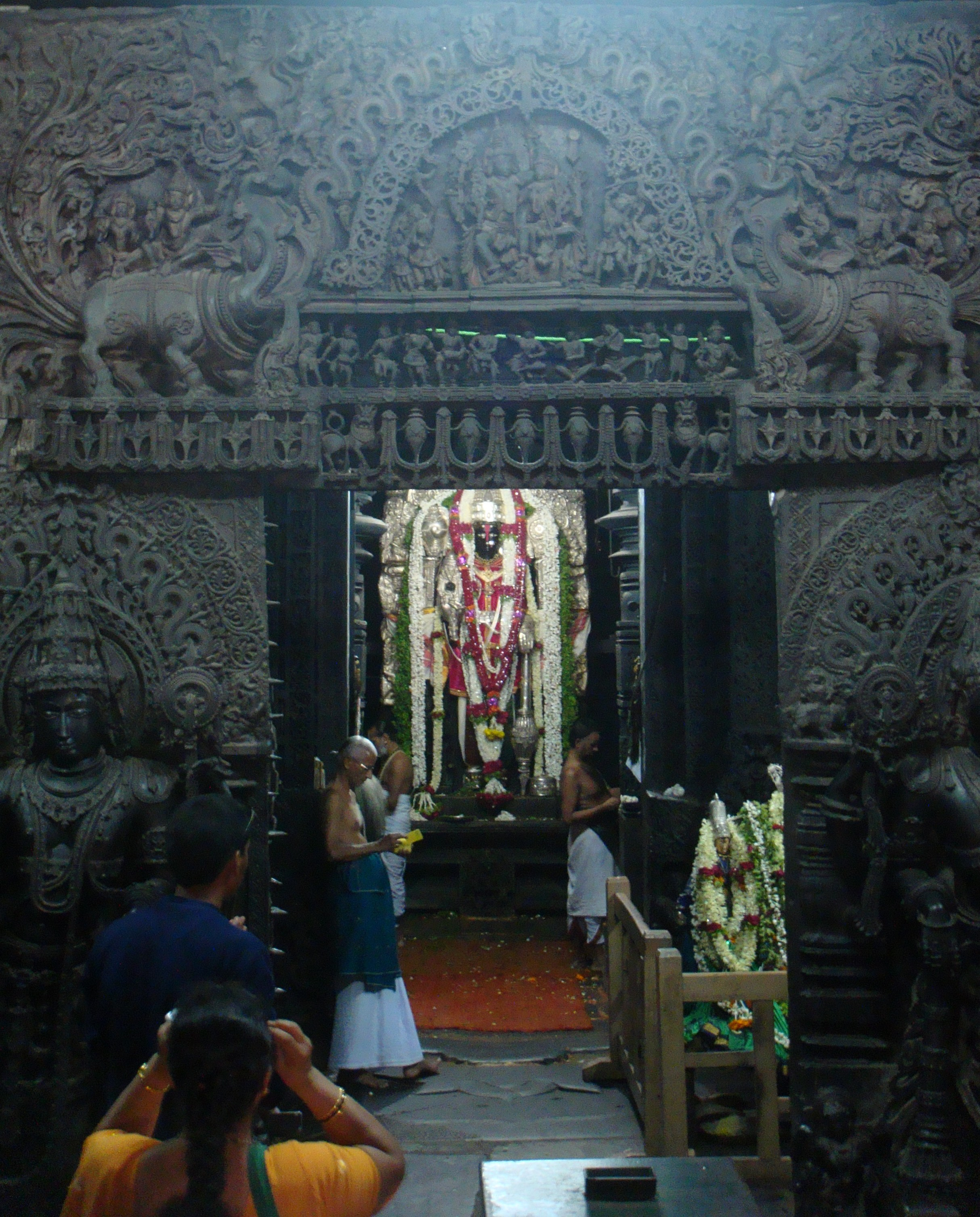
Dévotions à Vishnou à l'entrée du garbha-griha

Le Garbha-griha, Garbhagriha (sanskrit IAST : garbhagṛha ; devanagari : गर्भगृह ; tamoul : Sreekovil) est le cœur d'un temple hindou, son sanctuaire.
Ce terme d'origine sanskrite signifie littéralement « chambre du ventre » (de garbha : ventre, embryon ; et griha : maison, chambre),.
C'est en quelque sorte le Saint des saints où se trouve la statue ou l'image de la divinité vénérée dans le temple ,. Dans certains temples, seuls les prêtres y ont accès.
Ce concept présent dans les temples hindous se trouve aussi dans les temples jaïns et bouddhistes.

## Architecture

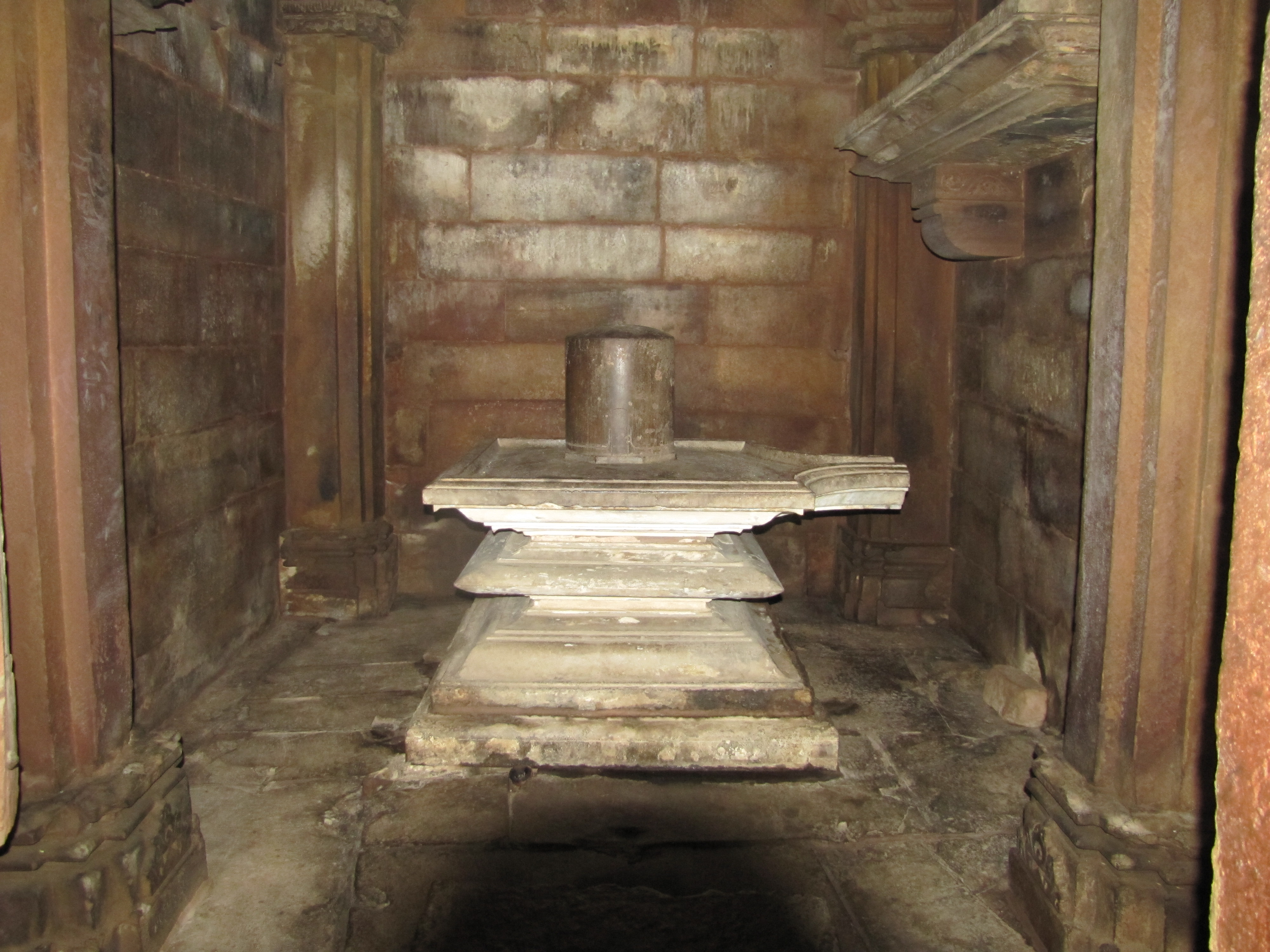
Garbha griha du temple de Vishvanath à Khajuraho

Dans les temples avec une tour telle qu'un shikhara ou un vimana, le garbha-griha se trouve juste en dessous. Les deux forment l'axe vertical principal du temple. C'est une représentation de l'axe du monde symbolisé par le mont Meru. Le garbha-griha se trouve aussi sur l'axe horizontal principal du temple qui est généralement un axe est-ouest.
Dans les temples où il existe aussi un axe transversal, le garbha-griha se trouve à leur intersection. C'est par exemple le cas des plus grands temples de Khajuraho qui présentent une formation en transept .

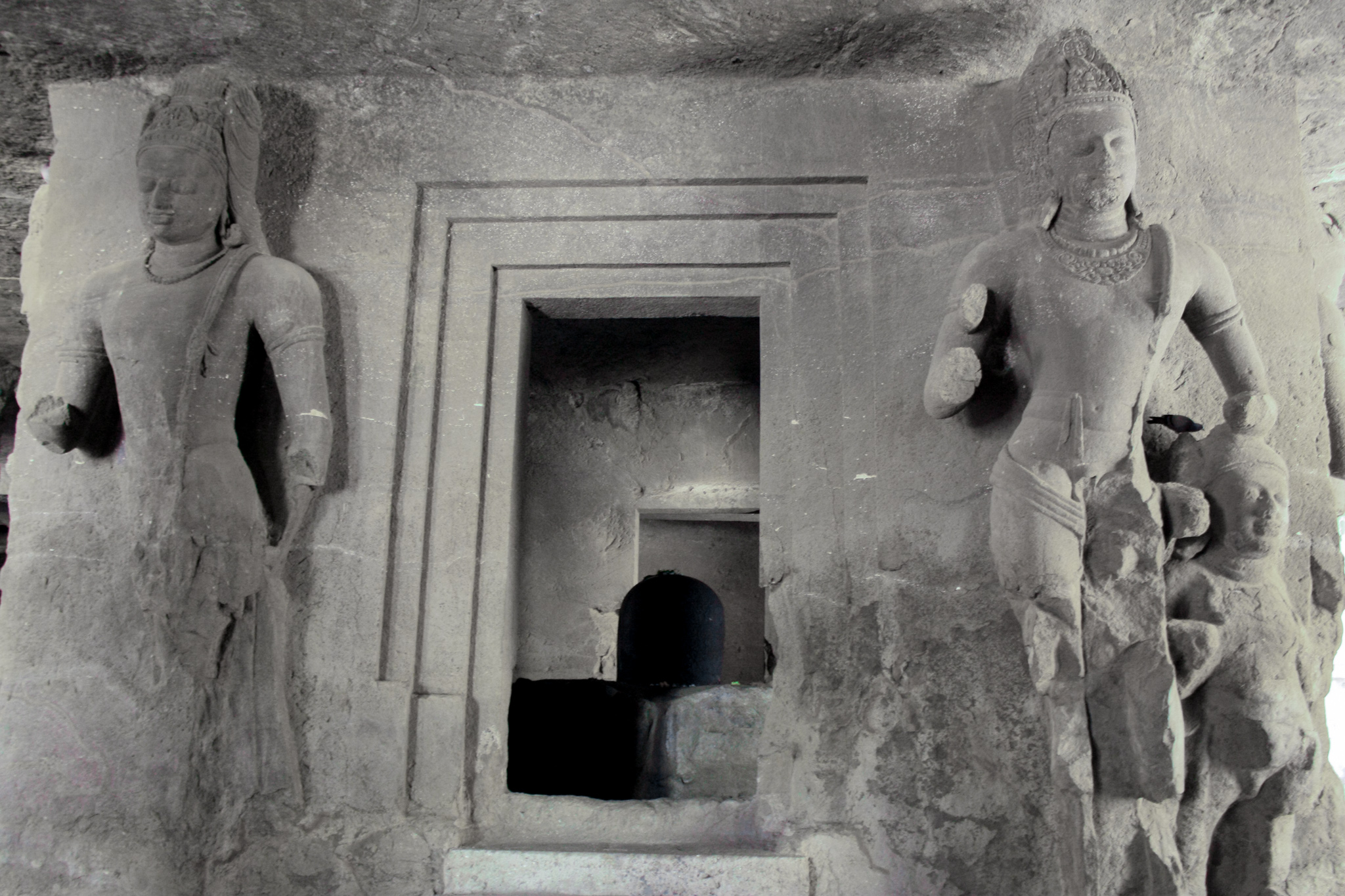
Entrée du garbha-griha des grottes d'Elephanta

En général, le garbha-griha est une salle sombre et sans fenêtre pour faciliter la concentration des dévots sur l'image divine présente. Il est également très dépouillé et sans ornement, à l'inverse de l'extérieur des temples hindouistes décoré avec une prolifération de statues et de sculptures géométriques. Le contraste s'explique par le fait que l'extérieur des temples est à l'image du monde des dieux, alors que l'intérieur est à l'image du Brahman non manifesté, sans attributs donc neutre .
L'espace du garbha-griha est parfois entouré par un couloir de pradakshina destiné à la circumambulation, c'est-à-dire la déambulation des fidèles autour de la représentation de la divinité.
Le plus souvent, le garbha-griha est construit sur un plan basé sur des structures de carrés et de cercles. Cependant, pour les temples de divinités féminines, le garbha-griha est construit sur un plan basé sur des structures de rectangles et de triangles. Tels que par exemple :
- Le temple de Varahi Deula à Chaurasi près de Puri, dédié à la déesse Varahi [2].
- Le temple de Vaital Deula (ou Baitala Deula) à Bhubaneswar dédié à la déesse Chamunda, émanation de Parvati.
- Le temple de Devi jagadambi à Khajuraho.